# ステーツ・アイザックス
ステーツ・アイザックス（States Isaacs、1867年 - 1947年12月26日）は、アメリカ合衆国出身の実業家・馬主。「ステーツ」は競馬界での仮定名称で、本名はシグマンド・アイザックス(Sigmund Isaacs)。

## 経歴
1890年頃に来日し、横浜の外国人居留地で貿易業を営んだ。1892年頃から馬主として同居留地内にあった横浜競馬場で競走馬を走らせるようになり、やがて同競馬場で競馬を施行していた日本レース・倶楽部のメンバーとして同クラブの運営に深く関与し、実質的な最高責任者として活動した。日本競馬会が発足して以降は横浜競馬場の場長として活動。日米関係の悪化を受けて太平洋戦争開戦の数か月前にアメリカへ帰国。再び日本へ渡ることなくサンフランシスコで死去した。太平洋開戦後、アイザックスが所有していた競走馬と牧場は敵国財産として日本政府に没収された。アイザックスが所有していた牧場は日本中央競馬会の宇都宮育成牧場として利用された後、現在は競走馬総合研究所の敷地となっている。
アイザックスは日本レース・倶楽部（横浜競馬場）だけではなく、東京競馬会（池上競馬場）や東京競馬倶楽部（目黒競馬場）の理事も務めている。東京競馬会では創設時の1906年から1909年まで理事を務め、東京競馬倶楽部では1915年から1937年まで理事を務めている。